# Liste der Altorientalisten an der Freien Universität Berlin
In der Liste der Altorientalisten an der Freien Universität Berlin werden alle Hochschullehrer gesammelt, die an der Freien Universität lehrten und lehren. Das umfasst im Regelfall alle regulären Hochschullehrer, die Vorlesungen halten durften, also habilitiert waren. Namentlich sind das Ordinarien, Außerplanmäßige Professoren, Juniorprofessoren, Gastprofessoren, Honorarprofessoren, Lehrstuhlvertreter und Privatdozenten. Mitarbeiter des Mittelbaus (Dozenten: Assistenten und Mitarbeiter) sind nur in begründeten Ausnahmefällen berücksichtigt.
Das Fach wurde 1949 an der Universität begründet und seit 1950 gelehrt. Es ist auf das Engste mit der Vorderasiatischen Archäologie verbunden, mit der es sich die Räumlichkeiten teilt. Die Bibliothek ist so ausgestattet, dass eine Trennung nicht mehr möglich ist. Zunächst wurde die Altorientalistik auch für zwei Jahre von der Vorderasiatischen Altertumskunde, wie die Archäologie zu dem Zeitpunkt auf Betreiben des ersten Lehrstuhlinhabers Anton Moortgat hieß, vertreten. Heute ist die Gemeinschaft beider Fächer mit jeweils zwei Professoren in der Form und der guten Ausstattung, zudem noch in der Nähe der wichtigsten archäologischen Sammlung (Vorderasiatisches Museum Berlin) und des Deutschen Archäologischen Instituts einmalig.
Angegeben ist in der ersten Spalte der Name der Person und ihre Lebensdaten, in der zweiten Spalte wird der Eintritt in die Universität angegeben, in der dritten Spalte das Ausscheiden. Spalte vier nennt die höchste an der Freien Universität Berlin erreichte Position. An anderen Universitäten kann der entsprechende Dozent eine noch weitergehende wissenschaftliche Karriere gemacht haben. Die nächste Spalte nennt Besonderheiten, den Werdegang oder andere Angaben in Bezug auf die Universität oder das Institut. In der letzten Spalte werden Bilder der Dozenten gezeigt, was derzeit aufgrund der Bildrechte jedoch schwer ist.
| Wissenschaftler                 | von  | bis  | Funktionen       | Bemerkungen | Bild |
| ------------------------------- | ---- | ---- | ---------------- | --- | ---- |
| Moortgat, Anton (1897–1977)     | 1948 |      | Ordinarius       | Ordinarius für Vorderasiatische Altertumskunde (Vorderasiatische Archäologie), vertrat zugleich die komplette Vorderasiatische Kultur, Geschichte und Philologie bis zur Einrichtung des eigenständigen Lehrstuhls |      |
| Friedrich, Johannes (1893–1972) | 1950 | 1961 | Ordinarius       | erster Lehrstuhlinhaber, Schwerpunkte auf der Hethitologie, der Hurritologie unter Einbeziehung des Urartäischen sowie der nord-west-semitische Epigraphik |      |
| Schuler, Einar von (1930–1990)  | 1961 | 1976 | Ordinarius       | 1961 Privatdozent, 1963 Ordinarius, Nachfolger Friedrichs |      |
| Haas, Volkert (1936–2019)       | 1968 | 2002 | Professor        | Hethitologe; 1968 Promotion an der FU, 1969 Wissenschaftlicher Mitarbeiter am Institut für Geschichte der Medizin, 1970 Aufbau des Forschungsprojektes Das hurritologische Archiv, 1973 Wissenschaftlicher Assistent, 1977 Assistenzprofessor, 1981 bis 1988 in Konstanz, 1988 erster Professor auf der von einer Assistentenstelle zu einer C3-Professur umgewidmeten Professur |      |
| Renger, Johannes (1934–2023)    | 1976 | 2002 | Ordinarius       | Nachfolger von Schulers |      |
| Prechel, Doris (* 1963)         | 1990 | 1993 | Privatdozentin   | 1990 Wissenschaftliche Mitarbeiterin, 1992 Privatdozentin |      |
| Freydank, Helmut (* 1935)       | 1994 | 2000 | Honorarprofessor | 1994 Wissenschaftlicher Mitarbeiter, 1999 Honorarprofessor, 2000 Ruhestand |      |
| Klengel, Horst (1933–2019)      | 1994 | 1996 | Honorarprofessor | |      |
| Neumann, Hans (* 1953)          | 1994 | 1999 | Privatdozent     | 1994 Wissenschaftlicher Mitarbeiter, 1998 Privatdozent |      |
| Cancik-Kirschbaum, Eva (* 1965) | 1996 |      | Ordinaria        | 1996 Wissenschaftliche Mitarbeiterin, 2002 Ordinaria; Nachfolgerin Rengers |      |
| Hazenbos, Joost (* 1962)        | 1999 |      | Gastprofessor    | 1999 Lehrbeauftragter; in Wintersemestern 2009–2012 Lehrstuhlvertretung Cancik-Kirschbaum, 2011/12 Klinger |      |
| Klinger, Jörg                   | 2003 |      | Professor        | Nachfolger Haas’ |      |
| Czichon, Rainer Maria (* 1961)  | 2005 |      | Privatdozent     | 2005 Wissenschaftlicher Assistent, 2009 Wissenschaftlicher Mitarbeiter |      |
| Schrakamp, Ingo (* 1975)        | 2005 |      | Privatdozent     | 2009 Wissenschaftlicher Assistent, 2013/14 Unterbrochen durch Lehrtätigkeit in Heidelberg, 2015 Mitarbeit in Drittmittelprojekten, 2017 Gastdozent (Lehrstuhlvertretung), 2018 Privatdozent |      |
| Marzahn, Joachim (* 1949)       | 2012 |      | Honorarprofessor | |      |
| Hilgert, Markus (* 1969)        | 2014 |      | Honorarprofessor | |      |
| Schrakamp, Ingo (* 1975)        | 2014 |      | Privatdozent     | 2014 Wissenschaftlicher Assistent, 2015 Wissenschaftlicher Mitarbeiter im Exzellenzcluster TOPOI und SFB 980 Episteme in Bewegung, 2017 Gastdozent, 2018 Privatdozent |      |

- 1. Professur:
  - 1950–1961 Johannes Friedrich
  - 1963–1976 Einar von Schuler
  - 1976–2002 Johannes Renger
  - seit 2002 Eva Cancik-Kirschbaum

- 2. Professur:
  - 1988–2002 Volkert Haas
  - seit 2003 Jörg Klinger